# 臂斑鰕虎
臂斑鰕虎（学名：Fusigobius humeralis）为鰕虎科植鰕虎屬下的一个种。